# Constantin Pârvulescu
Alexandru Pârvulescu o Pîrvulescu (distretto di Vâlcea, 10 novembre 1895 – 11 luglio 1992) è stato un politico rumeno.
È stato uno dei fondatori del Partito Comunista Rumeno e tenace avversario di Ceauşescu.

## Biografia
Nell'aprile del 1944, insieme a Gheorghe Gheorghiu-Dej, Pârvulescu e Iosif Rangheț e Emil Bodnăraș arrestarono e deposero il segretario generale del PCR Ștefan Foriș, costringendolo a rassegnare le sue dimissioni a causa delle accuse mosse da Gheorghe Gheorghiu-Dej secondo cui Foriș era un informatore della polizia. Pârvulescu, Rangheț e Bodnăraș, si costituirono in un triumvirato, mentre Gheorghe Gheorghiu-Dej lo sostituì nella carica provvisoria di segretario fino a che lo stesso Gheorghiu-Dej non assunse definitivamente la carica di segretario generale del partito nel 1945.
Nel novembre del 1979, al 12º Congresso del Partito, Pârvulescu prese la parola criticando la rielezione di Ceaușescu alla direzione del partito, accusandolo di mettere gli interessi personali davanti a quelli del partito e della nazione. Ha anche accusato il congresso di trascurare i veri problemi del paese, preoccupati solo a glorificare Ceaușescu. Questo attacco senza precedenti è venuto da un uomo della nomenclatura comunista, con un allineamento permanente schierato al comunismo in stile sovietico (era l'unico membro del Comitato Centrale che si oppose all'ordine di ritiro delle truppe sovietiche di Chruščёv nel 1958). Avendo raggiunto gli 84 anni di età, le ambizioni personali non potevano di certo essere un fattore motivante per questo discorso. Così, la stampa occidentale considerò le sue osservazioni come prova di insoddisfazione nei ranghi del partito. Pârvulescu venne espulso, spogliato della sua posizione di delegato al congresso e posto sotto stretta sorveglianza agli arresti domiciliari.
Nel marzo 1989 è stato uno dei firmatari della lettera aperta conosciuta come "Lettera dei Sei", insieme a ad altri cinque alti dirigenti comunisti (Gheorghe Apostol, Alexandru Bârlădeanu, Grigore Răceanu, Corneliu Mănescu e Silviu Brucan). Il documento, trasmesso immediatamente su Radio Free Europe e su Voice of America, è stata una aperta critica nei confronti delle politiche di Ceaușescu e che ha portato al rapido arresto e all'incarceramento dei firmatari da parte della Securitate e poi alla loro stretta sorveglianza in diverse località.
Era sposato con Suzana Pârvulescu (1898-1942), attivista del PCR che venne imprigionata dal 1936 al 1939.
Tra le cariche ricoperte da Pârvulescu nel contesto del Partito, vi è quella di primo direttore dell'Istituto di Storia del Partito.